# 乔·科克尔
喬·科克爾，OBE（英語：John Robert "Joe" Cocker，1944年5月20日—2014年12月22日），英國著名搖滾樂及爵士樂歌手。

## 經歷
成名於1969年胡士托音樂節，他以其獨特的沙啞聲線及演出時類似彈奏結他和鋼琴的動作，演繹傳奇樂隊披頭四的作品而一舉成名。他在1970年代主唱《You Are So Beautiful》成為其代表作。喬·科克爾屢獲格林美獎，其中包括1983年與女歌手珍妮佛·華恩絲合唱電影《軍官與紳士》主題曲《Up Where We Belong》。
喬·科克爾晚年移居美國科羅拉多州，因肺癌病逝，享年70歲。